# SZA
Solana Imani Rowe, coneguda artísticament com a SZA (anglès: Solána Imani Rowe)  (Saint Louis, 8 de novembre de 1989), per les sigles de «Sovereign Zig-Zag Allah» o «Savior Zig-Zag Allah», és una cantant i compositora estatunidenca.
Va començar a fer música al principi de la dècada del 2010 llançant dos EP: See.SZA.Run i S. Després, va signar amb el segell discogràfic de hip-hop Top Dawg Entertainment, a través del qual va publicar Z, el seu tercer EP i primer llançament comercial.
L'àlbum d'estudi debut de SZA, Ctrl, va ser estrenat el 9 de juny del 2017 i aclamat globalment pels crítics musicals. Debutà al número tres al Billboard 200 dels Estats Units i finalment va ser certificat platí per la Recording Industry Association of America (RIAA). L'àlbum i les cançons que el conformen van ser nominades a quatre premis Grammy i SZA va ser nominada a Millor Artista Nou en la 60a edició, l'any 2018. Ctrl va ser classificat com el millor àlbum de 2017 per la revista Time. Aquest any, també va aparèixer en l'exitós senzill de Maroon 5 «What Lovers Do». L'any següent, va col·laborar amb Kendrick Lamar per crear All the Stars per a la banda sonora de Black Panther; la cançó va ser nominada al Globus d'Or i al Premi de l'Acadèmia a la Millor Cançó Original. L'any 2021, el seu senzill «Good Days» es va fer popular a les plataformes de streaming i es va convertir en el seu primer top 10 en solitari al Billboard Hot 100.
SZA és una cantant de neo soul, la música del qual ha estat descrita com a R&B alternatiu, amb elements de soul, hip hop, R&B minimalista, indie rock, cloud rap, witch house i chillwave. Les lletres de SZA es descriuen com a "desenredants" " i les seves cançons sovint giren al voltant de la sexualitat, la nostàlgia i l'abandonament.

## Primers anys i Educació
Solnana Imani Rowe va néixer el 8 de novembre de 1989 a Saint Louis, Missouri. Va créixer a Maplewood, Nova Jersey, sovint tornant a St. Louis per visitar la família de la seva mare. El seu pare era productor executiu a CNN, mentre que la seva mare era executiva a AT&T. Rowe té una germana gran, Panya Jamila. La seva mare és cristiana i el seu pare és musulmà. Va ser criada com a musulmana i continua seguint l'Islam.
És com la creença en un sol Déu, tots els pilars de l'islam et cetera, i crec que aquestes són idees que mai em deixaran, aquestes tenen sentit en el meu esperit. És la manera en què em connecto amb Déu; sempre ha tingut sentit per a mi. Crec que m'encantaria portar el meu hijab però sento que no vull portar el meu hijab i parlar boig a l'escenari i estar en vídeos amb Travis Scott. Com que no vull ser irrespectuós perquè tinc massa amor i respecte per la religió, pel meu pare, i per mi mateix.
Va assistir a una escola de preparació musulmana tots els dies després de la seva escolarització regular, on solia portar hijab. Després dels atacs de l'11 de setembre, Rowe va ser sotmesa a intimidació en el 7è grau, cosa que la va portar a deixar de portar-ne un. Rowe va assistir a la Columbia High School, on va ser activa en esports, incloent gimnàstica i animacions. Després de graduar-se de l'escola secundària el 2008,[15] Rowe més tard va anar a tres escoles separades, finalment es va establir a la Universitat Estatal de Delaware per estudiar biologia marina. Finalment va abandonar el seu últim semestre, assumint una varietat de llocs de treball per guanyar diners.
Rowe va formar el seu nom artístic de l'Alfabet Suprem, prenent influència del raper RZA del clan Wu-Tang. Les dues últimes lletres en el seu nom són Zig-Zag i Al·là, mentre que la primera lletra S pot significar salvador o sobirà.

## Carrera

### 2011–2014: Inicis de carrera i EP

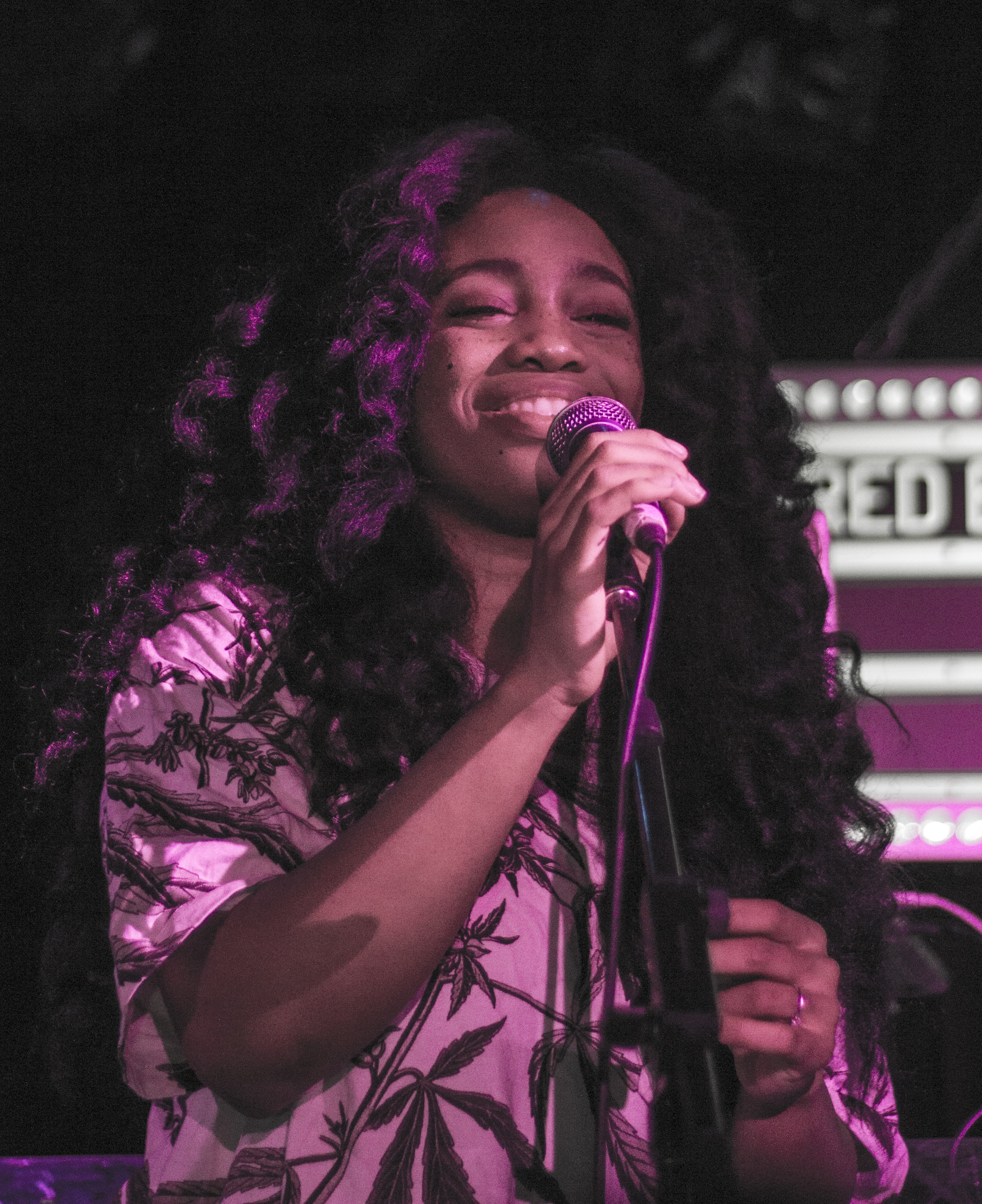
SZA actuant el 2013

SZA va conèixer els membres de Top Dawg Entertainment durant el CMJ New Music Report el 2011, quan la companyia de roba del seu xicot va patrocinar un espectacle en el qual Kendrick Lamar estava actuant. La seva música primerenca va ser donada al president de TDE Terrence "Punch" Henderson, que es va sorprendre amb la qualitat del material. Els dos es van mantenir en contacte, i després que SZA va començar a generar brunzit amb el llançament dels seus dos EPs, TDE va intervenir per signar-la el 2013, convertint-la en la primera artista femenina del segell. La música primerenca de SZA va ser gravada amb els seus amics i veïns en la qual "van robar un munt de ritmes fora d'Internet". El 29 d'octubre de 2012, SZA es va autoeditar el seu EP debut See.SZA.Executa.
El 10 d'abril de 2013, SZA va publicar el seu segon EP, S, que va rebre crítiques positives de crítics musicals. SZA va promoure la reproducció estesa amb el llançament d'un vídeo musical per a la cançó "Ice Moon", dirigit per Lemar & Dauley. El 14 de juliol de 2013, Top Dawg va signar SZA. L'octubre de 2013, SZA va fer una gira de quatre espectacles amb la banda sueca Little Dragon; a partir del 17 d'octubre al Teatre El Rey de Los Angeles i va acabar el 24 d'octubre al Music Hall de Williamsburg, Brooklyn, NY. El desembre de 2013, SZA va publicar la cançó "Teen Spirit" que va ser seguida per l'alliberament d'un remix amb el raper nord-americà 50 Cent, juntament amb un vídeo musical dirigit per APlusFilmz. El 2014, SZA va aparèixer en una varietat de cançons dels seus àlbums de debut Cilvia Demo d'Isaiah Rashad, així com en el primer àlbum de Schoolboy Q, Oxymoron.
El 26 de març de 2014, va llançar el senzill "Child's Play" amb Chance the Rapper i produït per Dae One & XXYYXX. Un EP d'estudi, Z, va ser llançat el 8 d'abril de 2014; el senzill principal, "Babylon" va ser acompanyat amb un vídeo musical dirigit per APlusFilmz. Per promocionar Z, SZA va actuar en diverses presentacions d'actuació al SXSW Music Festival a Austin, Texas. Z va fer el seu debut a la llista al Regne Unit, on Z va arribar al número trenta-dos a les llistes de R&B, durant la setmana que va acabar el 19 d'abril de 2014. Z va debutar a la llista Billboard 200 als Estats Units al número trenta nou, venent 6.980 còpies en la seva setmana d'obertura; l'àlbum també va arribar al número nou a la llista Billboard Hip hop/R&B.
SZA posteriorment va començar a gravar el seu quart EP, A. El juliol de 2014, SZA va aparèixer al senzill de Kitty Cash "Moodring". Més tard aquell mes, SZA va publicar una col·laboració amb Jill Scott anomenada "Divinity". L'11 de juliol de 2014, SZA va publicar un vídeo per a la seva cançó "Julia" from Z. Al desembre SZA i The Internet van donar suport a la gira "Enter The Void" d'Aiko. El 18 de novembre de 2014, SZA va publicar una cançó anomenada "Sobriety".

### 2015–2018:Ctrland breakthrough

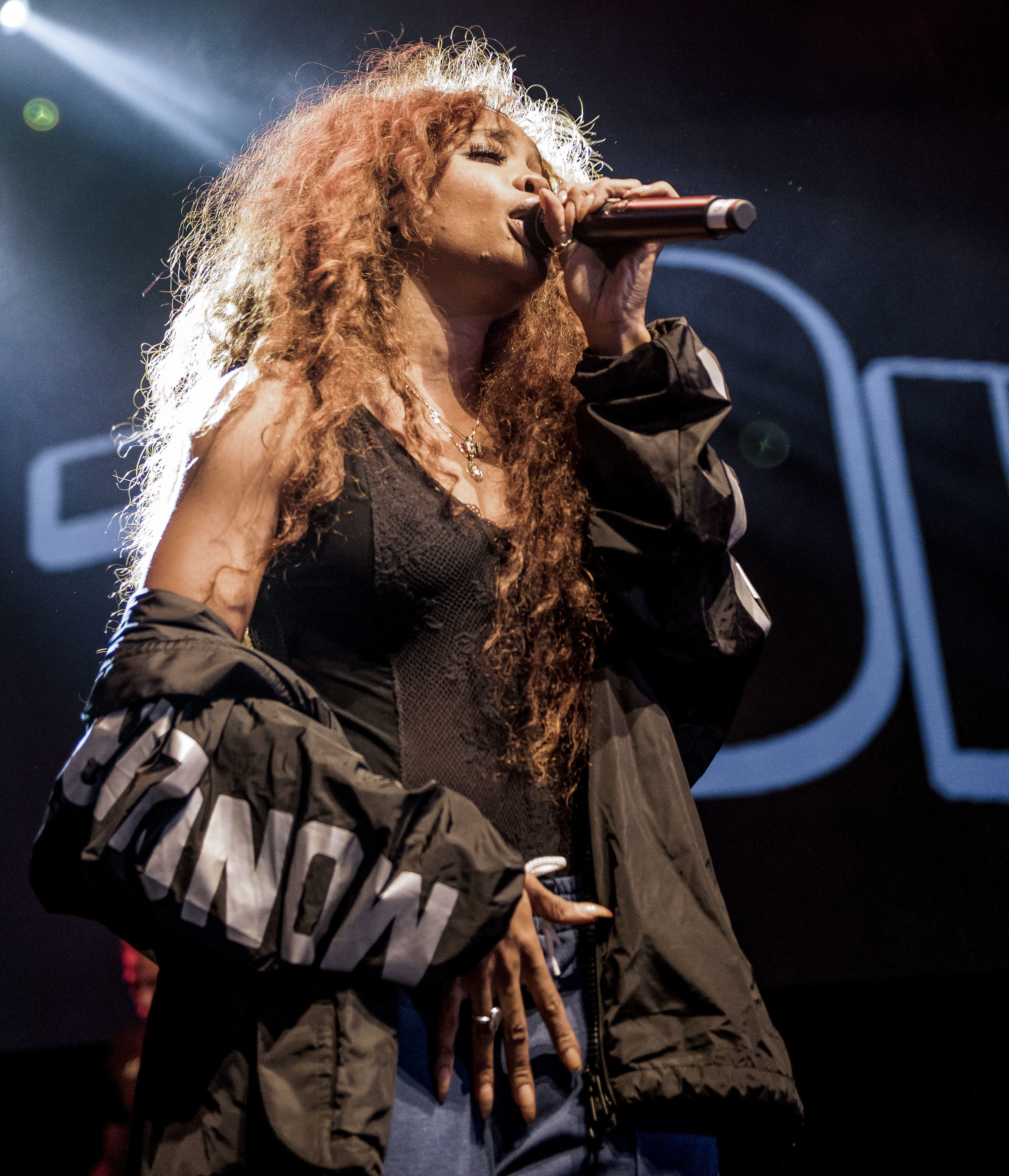
SZA actuant a Toronto en el Ctrl The Tour a l'agost de 2017

Mentre treballava en A, (ara reempaquetat com el seu àlbum de debut i més tard retitulat Ctrl), SZA va començar a escriure cançons per a altres dones, incloent Beyoncé i Rihanna. Juntament amb Rihanna i Tyran Donaldson, SZA va coescriure "Consideration" per a l'àlbum de Rihanna Anti (2016); a més d'escriure, SZA també va aparèixer a la pista i més tard va interpretar "Consideration" amb Rihanna en directe als Brit Awards de 2016 el 24 de febrer de 2016.
Després de signar un contracte amb RCA Records el 28 d'abril de 2017, SZA va publicar Ctrl, el seu àlbum d'estudi debut, el 9 de juny. Originalment programat per al 2015, el llançament es va veure afectat per diversos retards arrelats en els desacords entre els executius de SZA i Top Dawg. Ella havia estat posant èmfasi en el comissariat de les pistes correctes i esborrant qualsevol imperfecció percebuda de l'àlbum que un dia, el 2016, va publicar a Twitter per dir que deixaria la música i deixaria que Punch publiqués Ctrl. En algun moment a mitjans de 2017, una persona desconeguda va prendre el disc dur que contenia la música.
Ctrl va ser llançat a l'aclamació universal dels crítics musicals, puntuant un 86 de 100 punts a Metacritic. També va debutar al número tres al Billboard 200 dels Estats Units, amb 125.000 unitats equivalents a àlbum, dels quals 80.000 eren vendes d'àlbum pur. L'àlbum va ser recolzat per diversos senzills; el primer, "Drew Barrymore", va ser llançat el gener de 2017. El segon, "Love Galore", va arribar al Top 40 de la llista Billboard Hot 100 i més tard va ser certificat platí. Ctrl va ser classificat com el millor àlbum de 2017 per Time.
D'agost de 2017 a febrer de 2018, SZA va promoure l'àlbum en una gira de concerts a Amèrica del Nord i Oceania que consistia en més de cinquanta espectacles. SZA va obrir per a la part europea de "Set It Off Tour" de Bryson Tiller en suport del seu àlbum True to Self del 17 d'octubre de 2017, al 30 de novembre de 2017, separat de la gira de SZA.
L'agost de 2017, SZA va col·laborar amb la banda de pop rock nord-americana Maroon 5 en el seu senzill "What Lovers Do" del seu sisè àlbum d'estudi Red Pill Blues. El senzill va arribar al número 9 en el Billboard Hot 100. Això va marcar el primer top-ten de SZA com a artista destacat en el Hot 100. El mes següent, SZA va publicar "Quicksand", que va aparèixer a la banda sonora d'HBO Insecure, i, juntament amb Khalid i Post Malone, va aparèixer a la versió de remix del senzill de Lorde "Homemade Dynamite", del seu segon àlbum d'estudi Melodrama. També el 2017, SZA va treballar en un àlbum conjunt amb Mark Ronson i Tame Impala.
El 28 de novembre de 2017, SZA va rebre cinc nominacions als Grammy, incloent-hi una a Millor Artista Nou. Va rebre la majoria de nominacions de qualsevol artista femenina per als Premis 2018 i va ser la quarta artista més nominada en total. Malgrat això, no va acabar guanyant cap dels premis als quals va ser nominada.
El gener de 2018, SZA va aparèixer amb Kendrick Lamar a la pista "All the Stars", que va ser llançada com a single principal de l'àlbum de banda sonora de la pel·lícula Black Panther. El senzill va arribar al número 7 en el Billboard Hot 100, i això va fer que el segon èxit de SZA a la llista, després de Maroon 5, "What Lovers Do", que va arribar al número 9 de la llista. SZA va col·laborar amb Cardi B en la pista "I Do" per a l'àlbum Invasion of Privacy.

### 2019–present: Col·laboracions, SOS, debut d'actriu i Lana
El maig de 2019, SZA va aparèixer a l'onzè àlbum d'estudi de DJ Khaled, Father of Asahd, a la pista "Just Us". Es va publicar un video musical per la canço temps després. El 26 de febrer de 2020, SZA i Justin Timberlake van llançar "The Other Side", una cançó que forma part de la banda sonora de Trolls World Tour, juntament amb el seu vídeo musical. El març de 2020, SZA va signar amb WME per a la representació en tots els àmbits. SZA va actuar, juntament amb artistes com Bruce Springsteen, Bon Jovi i Halsey, un concert benèfic per a l'estat de Nova Jersey, en suport del treball de l'estat contra la pandèmia de la COVID-19. Va tenir lloc el 22 d'abril de 2020, a través d'actuacions a casa i els ingressos es destinaran al New Jersey Pandemic Relief Fund. El 25 de maig de 2020, SZA va mostrar interès a Twitter per publicar "un bolcat de música" de material inèdit, que potencialment contenia 20 cançons.
A l'agost de 2020, SZA va tuitejar i esborrar, "En aquest punt tots han de demanar punxó", referint-se a Terrence "Punch" Henderson, que és president de Top Dawg Entertainment. En un altre tuit, SZA va indicar que "tot [Punch] li diu" sobre l'alliberament de nova música és "aviat". Això va revelar que la seva relació amb el seu propietari del segell Punch (Top Dawg Entertainment) ha estat hostil des dels retards del seu segon àlbum que es va anunciar per última vegada en una entrevista el 2019. SZA va tornar amb el seu primer llançament com a artista principal des de 2017 el 4 de setembre de 2020, amb "Hit Different", amb Ty Dolla Sign, i la producció de The Neptunes. El 25 de desembre de 2020, SZA va llançar "Good Days" en plataformes de streaming com a senzill després que originalment debutés com a retall en el vídeo musical "Hit Different". El cantant anglès Jacob Collier va proporcionar veu de fons per al senzill. La cançó va aconseguir el seu màxim número 9 en el Billboard Hot 100, fent que el primer senzill de SZA com a artista en solitari, tot i que la mateixa SZA va revelar que inicialment no estava previst que fos un senzill. Ambdues pistes s'espera que apareguin en el seu llavors pròxim segon àlbum d'estudi, amb només "Good Days" finalment fent el tall final.
El 9 d'abril de 2021, SZA va aparèixer al senzill de Doja Cat "Kiss Me More". Es va convertir en un èxit número u a Nova Zelanda i va arribar al Top 40 en més d'una dotzena de països, després d'haver guanyat 10 llocs als Estats Units, Canadà, Regne Unit, Austràlia, Irlanda i Lituània. La cançó també té un vídeo musical que es va estrenar el mateix dia que el senzill i va ser dirigit per Warren Fu.
A finals de 2021, es va publicar la portada de SZA de "The Anonymous Ones". És una cançó escrita per a la banda sonora de l'adaptació cinematogràfica de 2021 de Dear Evan Hansen. La seva versió de la cançó també sona durant els crèdits finals de la mateixa pel·lícula.
Una col·laboració llargament esperada de SZA amb Summer Walker, "No Love" va ser finalment llançada el 5 de novembre de 2021, després d'haver estat prèviament intrigat a finals de juny a través d'Instagram de Walker. Després del seu èxit a les llistes de R&B, més tard es va convertir en un senzill oficial quan la versió es va publicar el març de l'any següent, juntament amb un vídeo musical.
El 3 de desembre de 2021, SZA va publicar la cançó "I Hate U", després que es fes viral a TikTok; originalment es va publicar exclusivament a SoundCloud l'agost de 2021. SZA va confirmar després dels 64è Premis Grammy anuals que havia acabat el seu segon àlbum i està planejant publicar-lo "soon".
El 9 de juny de 2022, SZA va llançar una versió de luxe del seu àlbum d'estudi de debut Ctrl per commemorar el seu 5 anys d'aniversari. Va comptar amb 7 cançons inèdites, com ara "2AM", "Jodie", "Percolator", i una versió alternativa de "Love Galore" sense Travis Scott.
El 28 d'octubre de 2022, es va publicar un nou senzill titulat "Shirt" al costat d'un vídeo musical protagonitzat per l'actor LaKeith Stanfield. La cançó va ser ingerida originalment per SZA a finals de 2020 i després que va guanyar popularitat a TikTok a causa d'un desafiament viral, un fragment va aparèixer com una sortida al final del vídeo musical oficial de "Good Days". SZA va ingerir un altre fragment d'una cançó al final del vídeo musical "Shirt", que es va revelar que s'anomenava "Blind".
En el seu 33è aniversari el 8 de novembre de 2022, SZA va llançar un teaser titulat "PSA" a Instagram. El vídeo acaba amb un codi morse per a "S.O.S.", provocant especulacions sobre un projecte proper. El 16 de novembre de 2022, Billboard va confirmar oficialment que el seu segon àlbum d'estudi es titulava SOS i es va establir per a una data de llançament de desembre. El 30 de novembre de 2022, SZA va publicar la portada del seu proper àlbum SOS al seu compte d'Instagram. Després d'interpretar "Shirt" i "Blind" al Saturday Night Live de la NBC, SZA va anunciar que l'àlbum es publicaria el 9 de desembre de 2022. L'àlbum va passar les seves primeres set setmanes a la part superior de la llista de Billboard 200 Albums als Estats Units, convertint-se en el àlbum número u més llarg de la dècada i el primer àlbum de R&B que va passar les seves primeres set setmanes a la part superior de la llista des de Whitney Houston (1987).
Per promocionar l'àlbum, SZA es va embarcar en una gira d'arena el 2023, la gira SOS. La gira consta de 54 espectacles a Amèrica del Nord i Europa. Omar Apollo, d4vd i RAYE van servir com a actes d'obertura.
El 22 de novembre de 2024, el seu company de segell Kendrick Lamar va publicar el seu sisè àlbum d'estudi GNX. SZA va ser destacat en la seva tercera pista, "Luther", proporcionant veus en dos versos, així com el seu cor. També va aparèixer a la pista de tancament de l'àlbum, "Gloria", interpretant el cor i el outro.
El 25 de novembre de 2024, SZA va anunciar que llançaria un nou àlbum abans de finals d'any en el flux Mafiathon 2 Twitch de Kai Cenat que també va comptar amb Lizzo. També va fer una entrevista amb British Vogue on va dir que tenia "projectes en desenvolupament".
Començarà el seu debut com a actriu a la pel·lícula produïda per Issa Rae One of Them Days (2025), al costat de Keke Palmer.

## Vida personal
SZA ha estat oberta sobre les seves lluites amb la salut mental i l'ansietat, anomenant a la indústria de la música "una de les indústries més estressants i induents a la psicosi". Va experimentar depressió suïcida després que tres ex-xicots van morir en ràpida successió, i diu que va treballar cap a l'autoacceptació pregant i creant música.
SZA va sortir amb el raper i cantant canadenc Drake el 2009, i va estar en una relació amb un dissenyador de moda durant onze anys, estant compromès per cinc.

## Discografia
- Ctrl (2017)
- SOS (2022)
- Lana (2024)

## Tours

##### Actuació principal
- Ctrl The Tour (2017-2018)
- SOS Tour (2023-2024)

##### Co-actuació
- The Championship Tour (amb artistes de Top Dawg Entertainment) (2018)
- Grand National Tour (amb Kendrick Lamar) (2025)

##### De suport
- Coldplay – Ghost Stories Tour (2014)
- Jhené Aiko – Enter the Void Tour (2014)
- Jessie J – Sweet Talker Tour (2015)
- Bryson Tiller – Set It Off Tour (2017)

## Premis i nominacions
Al llarg de la seva carrera, SZA ha obtingut nou nominacions als Grammy, una nominació al Globus d'Or i una nominació a l'Oscar. Ha guanyat un premi Billboard Music i va rebre el "Rulebreaker Award" a l'esdeveniment Billboard Women in Music el 2018. SZA també va guanyar el premi Soul Train Music al Millor Artista Nou el 2017 i el Premi BET al Millor Artista Nou el 2018. El 2022 va obtenir el seu primer Grammy en col·laboració amb Doja Cat per la seva cançó 'Kiss me More'.